# Парламентарни избори в Молдова (2021)
Парламентарните избори в Молдова през 2021 г. са предсрочни парламентарни избори в Молдова, те се провеждат на 11 юли 2021 г. Те са свикани от президентът на страната – Мая Санду, след като 6 месеца след встъпването си в длъжност, тя не успява да състави желаното от нея правителство.
Отворени са около 2000 избирателни секции. Процесът на гласуване ще бъде наблюдаван от над 2400 наблюдатели, включително представители на ОНД, ОССЕ, ЕС, както и на Русия, САЩ и други държави. За осигуряване на реда са ангажирани над шест хиляди полицейски служители, които ще дежурят извън избирателните секции.
Изборите се провеждат на фона на напрегната епидемична ситуация. За да осигурят мерки за борба с разпространението на коронавируса, властите са закупили защитни маски, които биват раздадени на избирателите безплатно. Всички избирателни секции са оборудвани с дезинфектанти, осигурена е социална дистанция между избирателите.
В допълнение към 2000 избирателни секции в страната, 150 избирателни секции се отварят в 36 държави. В Русия, където работят повечето молдовски мигранти, се отварят 17 избирателни секции. Гласуването се провежда в Москва, Московска област, Санкт Петербург, Тула и Калуга.
Участие взимат над 1000 кандидати, които се състезават в листите на партиите за 101–мандатния парламент на Молдова. Те представляват 20 партии, два избирателни блока и един човек се кандидатира като независим кандидат. Според предварителните социологически победители са Партията на действието и солидарността, която подкрепя президента Мая Санду и Изборният блок на комунистите и социалистите, водени от бившите президенти Владимир Воронин и Игор Додон.
Изборите са спечелени с мнозинство от 52,80 %, от Партията на действието и солидарността, тя получава 63 места в 101–местния парламент.